# Circuit Jules Tacheny
Het Circuit Jules Tacheny is een racecircuit in Mettet in de provincie Namen in België. Het circuit wordt grotendeels gefinancierd door de Waalse Regering en is aangelegd om de regio van Charleroi op de economische kaart te zetten. Tevens wordt het volle programma van de circuits Spa-Francorchamps en Zolder verminderd door een aantal races te laten verrijden in Mettet.

## Lay-out
Het parcours van het circuit is niet geschikt voor grootschalige evenementen als de Formule 1 of Superleague Formula. Qua lay-out is het kort en bochtig en daarom vooral geschikt voor kleine raceklassen en race-trainingen.

## Historie
Het huidige permanente circuit van Mettet werd in 2010 geopend. Vroeger werden races verreden op een stratencircuit in de plaats. Op dit stratencircuit werden in de jaren 50 races verreden voor het Formule 2 kampioenschap. Onder de winnaars waren onder anderen Stirling Moss en Alberto Ascari.

## Ligging
Het nieuwe permanente circuit ligt naast de oude paddock van het voormalige stratencircuit van Mettet.